# Ludwig Kleinwächter (Mediziner)
Ludwig Kleinwächter (* 15. November 1839 in Prag; † 11. April 1906 in Czernowitz) war ein österreichischer Geburtshelfer und Gynäkologe.

## Leben
Er studierte Medizin an der Karls-Universität in Prag, wo er 1863 auch promoviert wurde und eine Stelle als Sekundärarzt am Allgemeinen Krankenhaus antrat. Von 1868 bis 1872 war er Assistent bei Bernhard Seyfert an der geburtshilflichen Klinik. 1871 wurde er für Geburtshilfe habilitiert und 1875 zum außerordentlichen Professor ernannt. 1878 wurde er ordentlicher Professor an der Universität Innsbruck. 1881 gab er den Lehrstuhl auf und eröffnete eine Praxis in Czernowitz, wo sein Bruder Friedrich von Kleinwächter als ordentlicher Professor für Staatswissenschaften lehrte. Einen Ruf an eine Universität in den Vereinigten Staaten lehnte er ab.
Ludwig Kleinwächter veröffentlichte einige Monographien und über 150 Aufsätze.
Sein Sohn war der Jurist und Publizist Friedrich F. G. Kleinwächter.

## Werke
- Beiträge zu Albert Eulenburgs Real-Encyclopädie der gesammten Heilkunde. Erste Auflage.
  - Band 1 (1880) (Digitalisat), S. 49–58: Abortus; S. 76–78: Absterben des Foetus
  - Band 2 (1880) (Digitalisat), S. 81–98: Becken
  - Band 3 (1880) (Digitalisat), S. 117–119 Cephalohaematoma; S. 119–125: Cephalothrypsie; S. 376: Colpeurynter; S. 376–377: Colpeuryse; S. 377–378: Colpotomie; S. 634–642: Dammnaht
  - Band 4 (1880) (Digitalisat), S. 156–157: Dilatatoren des Uterus; S. 214–216: Drillingsschwangerschaft; S. 279–284: Eclampsia; S. 372–373: Eihautstich; S. 500–504: Embryotomie; S. 619–630: Entbindung
  - Band 5 (1881) (Digitalisat), S. 46–49: Erbrechen der Schwangeren; S. 197–200: Extrauterinalschwangerschaft; S. 352–367: Fötus, Fötalkrankheiten; S. 405–413: Frühgeburt; S. 531–553: Geburt, Geburtsmechanismus
  - Band 7 (1881) (Digitalisat), S. 84–90: Hysterotomie; S. 315–322: Kaiserschnitt; S. 399–406: Kindslage
  - Band 8 (1881) (Digitalisat), S. 312–313: Lochien
  - Band 9 (1881) (Digitalisat), S. 191–197: Molenschwangerschaft
  - Band 10 (1882) (Digitalisat), S. 465–469: Perforation; S. 659–672: Placenta
  - Band 11 (1882) (Digitalisat), S. 169–204: Puerperium
  - Band 12 (1882) (Digitalisat), S. 334–363: Schwangerschaft; S. 473–476: Selbstentwicklung
  - Band 13 (1883) (Digitalisat), S. 238–239: Superfoetatio; S. 267–270: Symphyseothomie
  - Band 14 (1883) (Digitalisat), S. 92–116: Tubarschwangerschaft; S. 640–656: Wehen; S. 658–667: Wendung
  - Band 15 (1883) (Digitalisat), S. 46–61: Zange; S. 96–108: Zwillinge